# Hardy–Littlewoods första förmodan
Inom talteori är Hardy–Littlewoods första förmodan, uppkallad efter G. H. Hardy och John Littlewood, en generalisering av primtalstvillingsförmodan. Låt π2(x) beteckna antalet primtal p ≤ x så att p + 2 är också ett primtal. Definiera primtalstvillingskonstanten C2 som
{\displaystyle C_{2}=\prod _{p\geq 3}{\frac {p(p-2)}{(p-1)^{2}}}\approx 0.660161815846869573927812110014\dots }  A005597
där produkt]en är över alla primtal p ≥ 3. Då säger förmodandet att
{\displaystyle \pi _{2}(n)\sim 2C_{2}{\frac {n}{(\ln n)^{2}}}\sim 2C_{2}\int _{2}^{n}{dt \over (\ln t)^{2}}}
Att de två sista uttrycken är asymptotiskt identiska är elementärt att bevisa och är inte en del av förmodan.